# Westerveld
Westerveld hollandiai község Hollandiában, Drenthe tartományban. Lakosainak száma 19 661 fő (2021. január 1.).

## Földrajza
Westerveld Midden-Drenthe, Meppel, Hoogeveen, Steenwijkerland, Weststellingwerf és De Wolden községekkel határos.